# Словани
Словани (словац. Slovany) — село, громада округу Мартін, Жилінський край, регіон Турєц. Кадастрова площа громади — 14,3 км².
Населення 458 осіб (станом на 31 грудня 2018 року).

## Історія
Село Словани згадується 1252 року.

## Географія
Протікають річка Вриця і Слованський потік.

## Населення
| Рік:            | 1994. | 2004.   | 2014.    | 2024.   |
| --------------- | ----- | ------- | -------- | ------- |
| Кількість осіб: | 375   | 410     | 455      | 431     |
| Різниця:        |       | +9,33 % | +10,97 % | -5,27 % |

| Рік:            | 2023. | 2024.   |
| --------------- | ----- | ------- |
| Кількість осіб: | 426   | 431     |
| Різниця:        |       | +1,17 % |